# هينريتش تسيغلر
هينريتش تسيغلر (بالألمانية: Heinrich Ziegler)‏ هو مبارز بالسيف ألماني، (و. 1891 – 1918 م).

## وصلات خارجية
- هاينريش زيغلر على موقع أوليمبيديا (الإنجليزية)